# Grąbczewo (województwo zachodniopomorskie)
Grąbczewo – osada w Polsce położona w województwie zachodniopomorskim, w powiecie świdwińskim, w gminie Brzeżno. Siedziba leśnictwa Karsibór Nadleśnictwa Świdwin.